# دیفمتورکس
دیفمتورکس (انگلیسی: Difemetorex) که با نام دیفمتوکسیدین نیز خوانده می‌شود نوعی داروی محرک از گروه پیپریدین هاست که به عنوان سرکوب‌کننده اشتها به کار می‌رفت، اما به علت عوارض جانبی غیرقابل تحملی که به دنبال داشت، ازجمله بیخوابی, کاربرد بالینی محدودی داشت. امروزه این دارو دیگر تولید نمی‌شود.